# Laser Weapon System

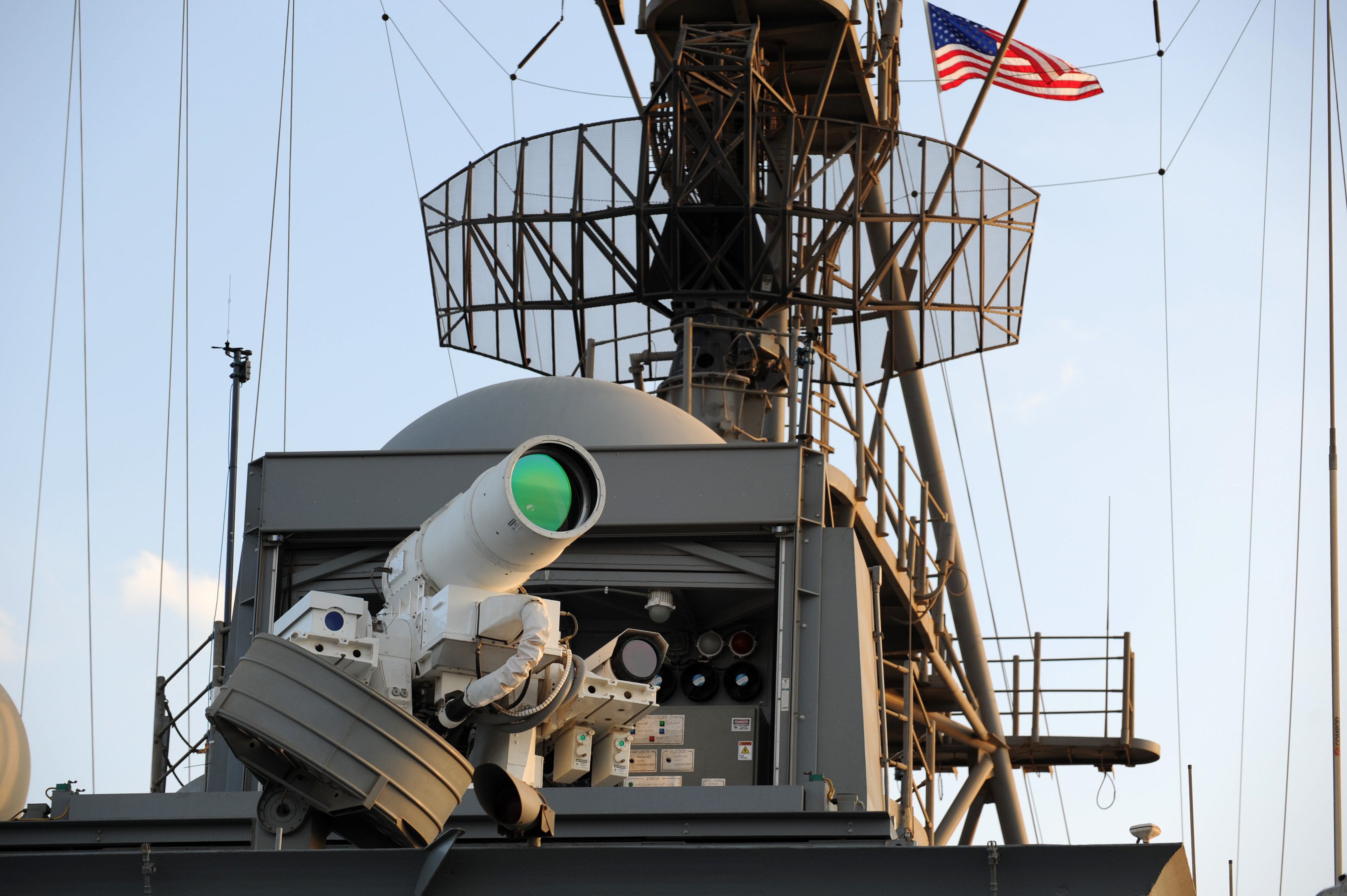
Photographie du Laser Weapon System sur l'.

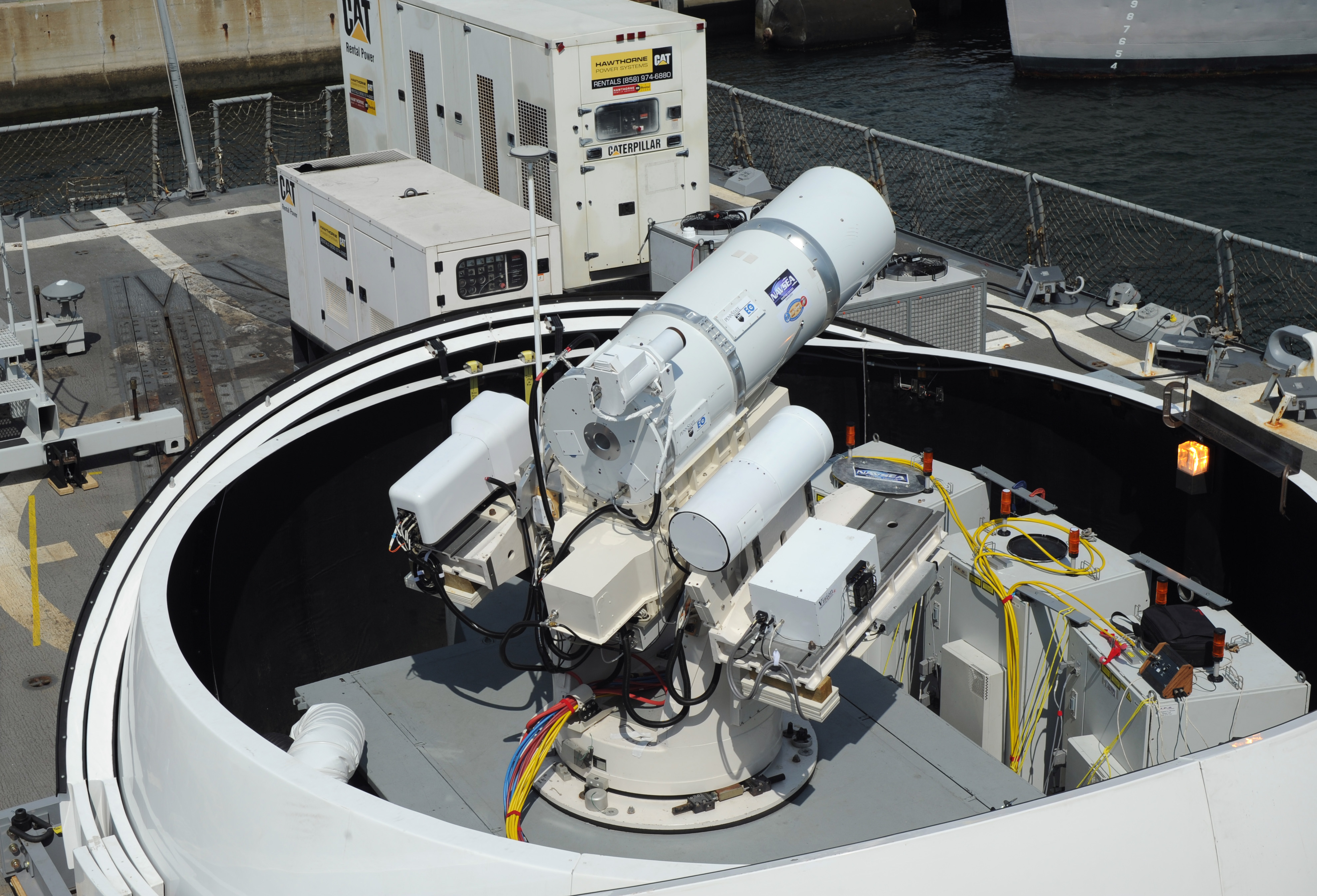

Le Laser Weapon System (« système d'armes laser », LaWS) est une arme à énergie dirigée développée par la marine des États-Unis.

## Description
Cette arme a été développée par Kratos Defense & Security Solutions grâce à un contrat de 11 millions de dollars remporté en 2010 auprès du Naval Surface Warfare Center (en). Elle est testée depuis son installation sur l'USS Ponce, en 2012. En décembre 2014, une vidéo est diffusée montrant l'arme en action.
L'arme, déployée en mer, est capable d’abattre notamment les drones de surveillance pour un coût très faible, estimé à moins d'un euro.
Le rayon de l'arme, d'une puissance de 30 kW, n'est pas visible par l'homme. L'un de ses défauts est un manque de précision et l'influence négative de la météorologie.

## Projets similaires
- La république populaire de Chine dispose d'une arme similaire[4].
- Les frégates de l'Armada espagnole de la Classe F-110 incorporeront également une arme à énergie dirigée développée par le Programme Sigilar[5] semblable au Laser Weapon System.